# Helštýn
Helštýn je vrch v Rožnovské brázdě o nadmořské výšce 385 m n. m. Nachází se severovýchodně od Valašského Meziříčí a západně od obce Krhová. Na vrcholu Helštýna se nachází památník obětem první a druhé světové války, který byl vybudován v roce 1948, a skupina tří památných Helštýnských lip. Do poloviny 19. století dominoval vrchu barokní vyhlídkový letohrádek Belveder. Helštýn je svou polohou atraktivní především jako vyhlídkové místo na Valašské Meziříčí a jeho místní část Hrachovec, obec Krhovou a také na vrcholy Vsetínských a Hostýnských vrchů.
Na konci roku 2013 byla na základě doporučení Agentury ochrany přírody a krajiny ČR jedna z Helštýnských lip pokácená a bylo ponecháno torzo kmene, kde se vyskytují vzácné druhy brouků, například některé druhy zlatohlávků, páchník hnědý nebo zdobenec skvrnitý.

## Nápis Valmez
V září 2010 se na Helštýně objevil nápis Valmez, který napodobil známý nápis Hollywood. Původní verze o výšce cca 1 m byla vyrobena z polystyrenu, v dubnu 2011 byla písmena nahrazena dřevěnými hranoly o výšce přibližně 2 m. V srpnu 2011 zničili nápis neznámí vandalové. V květnu 2012 vyrostl na Helštýně nový nápis Valmez, na začátku roku 2013 se na Helštýně již nápis nenachází. Nápis byl viditelný z Valašského Meziříčí na vzdálenost několika km. V srpnu 2017 zůstal po údajném natáčení videa pro místní skupinu Mňága a Žďorp nápis o výšce téměř 3 m (viz fotografie v galerii níže). Ten tam zatím stále je.

## Galerie

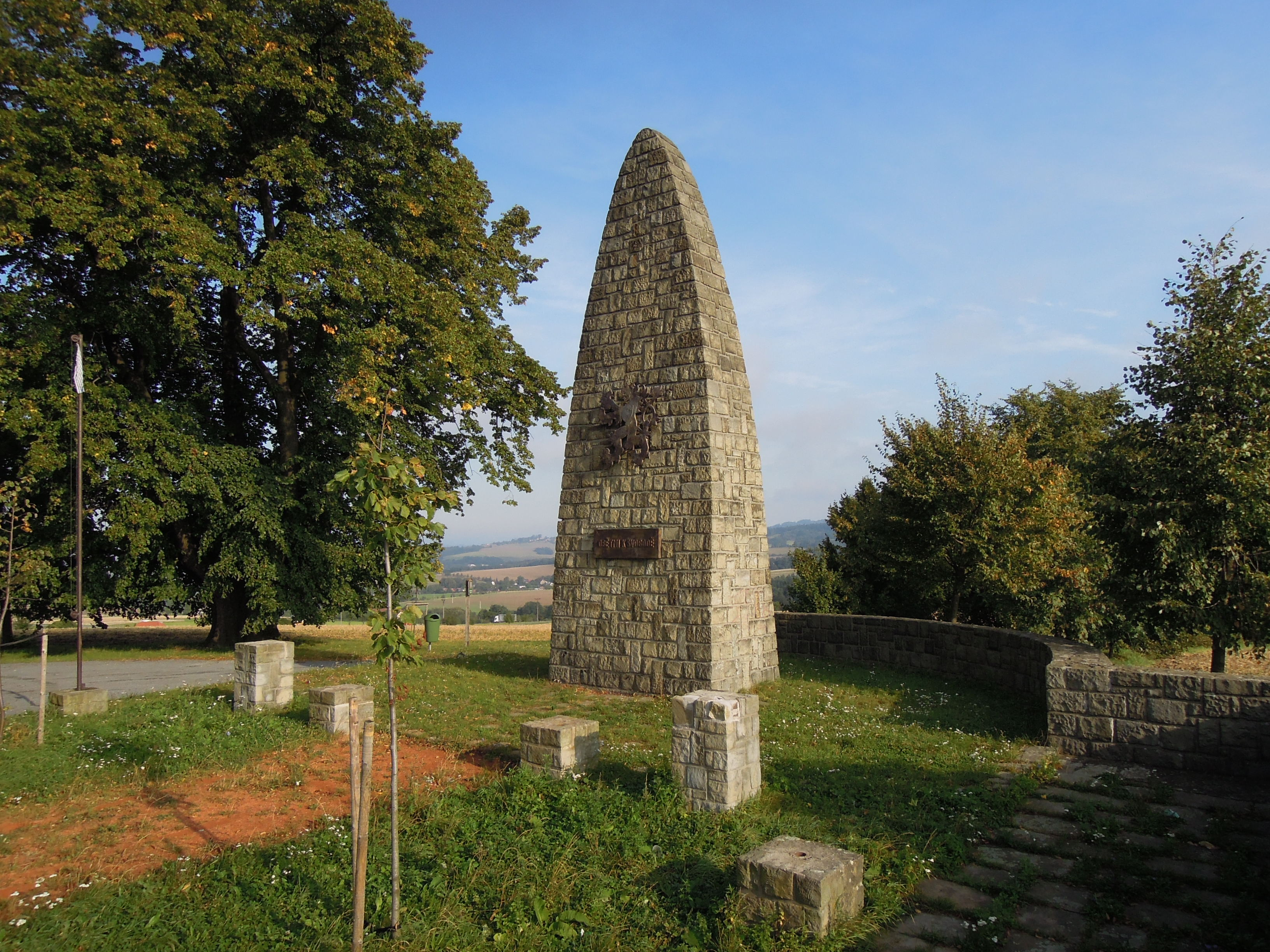
Památník obětem první a druhé světové války
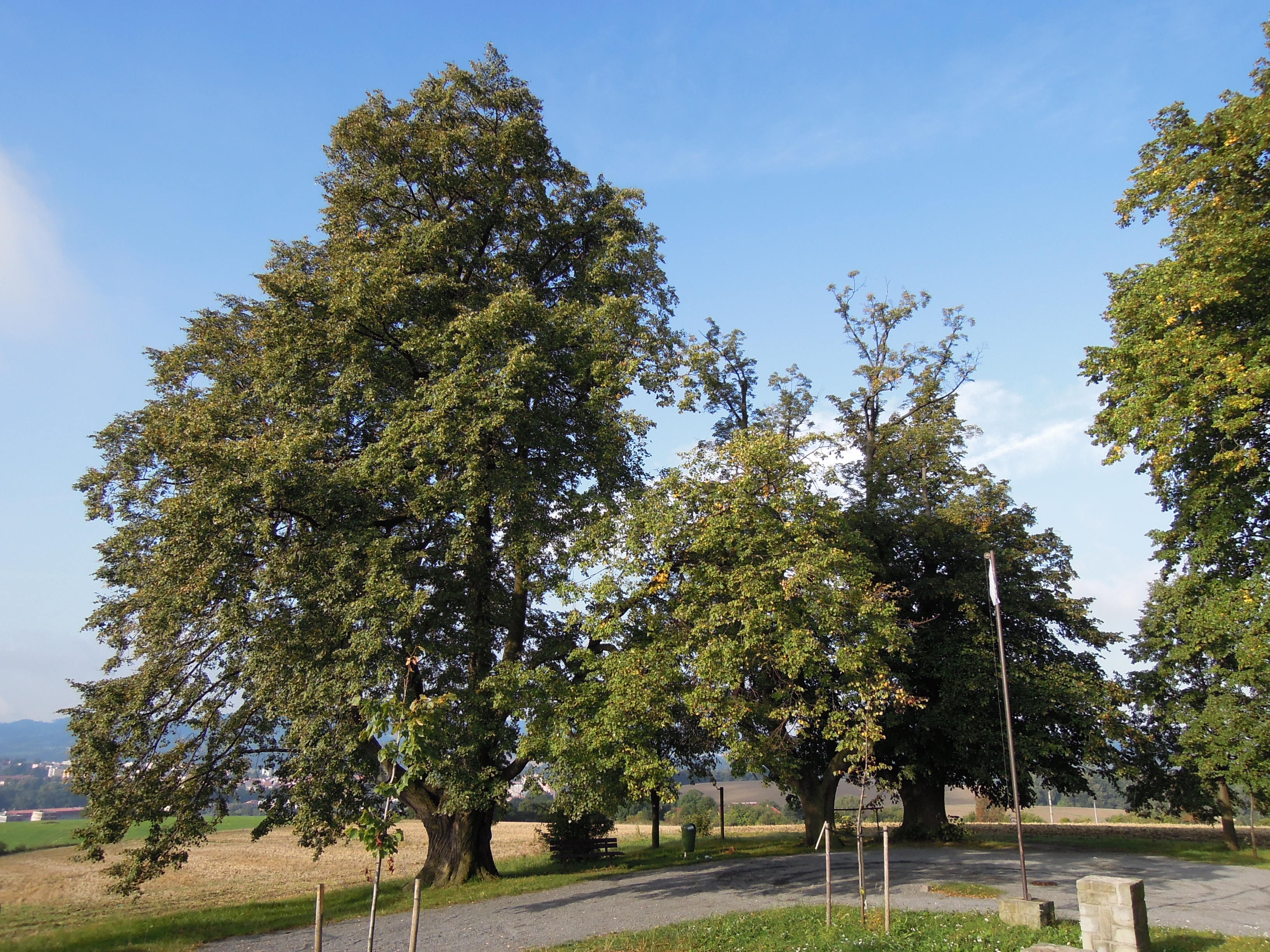
Památné Helštýnské lípy
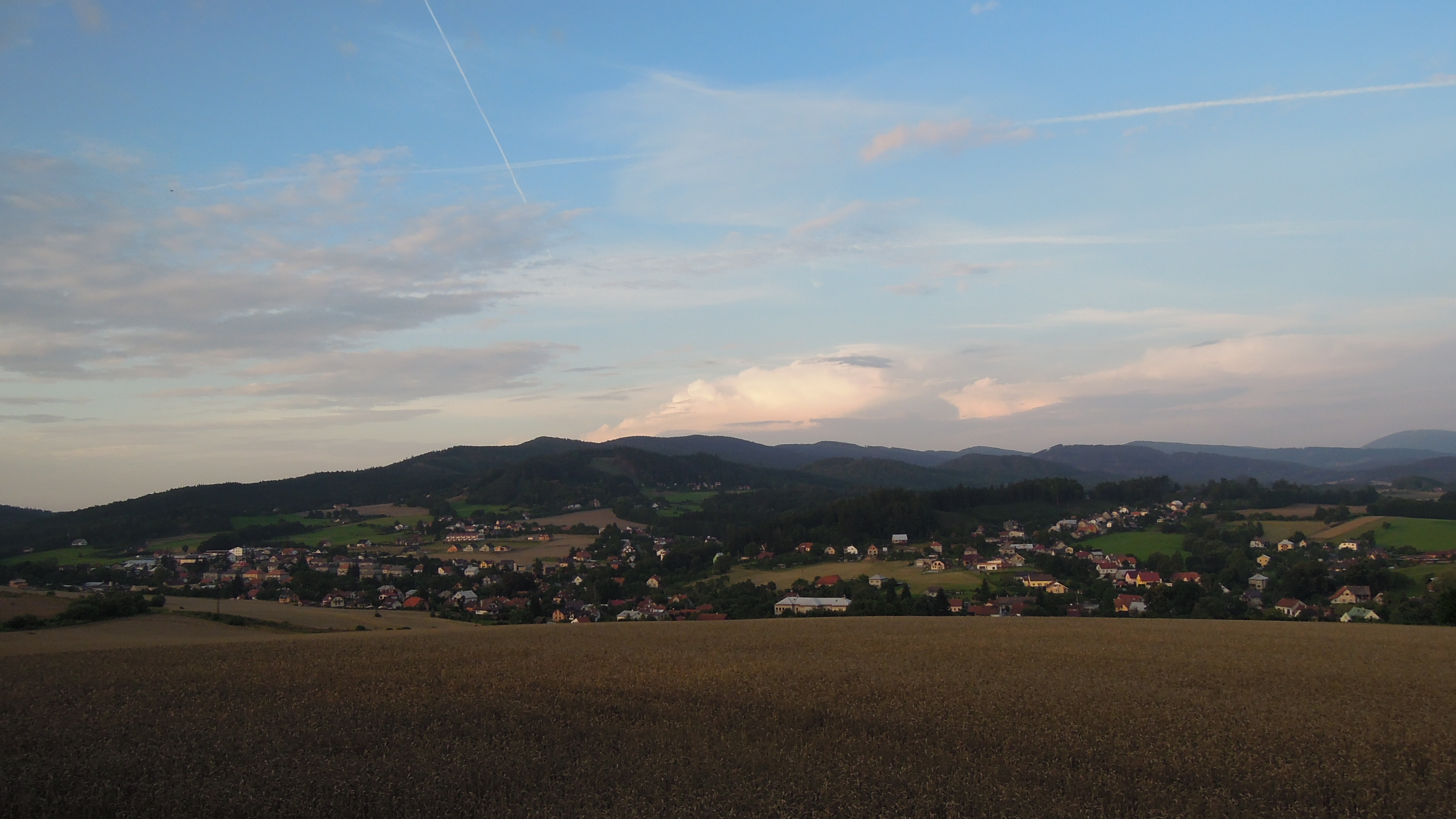
Výhled na Krhovou
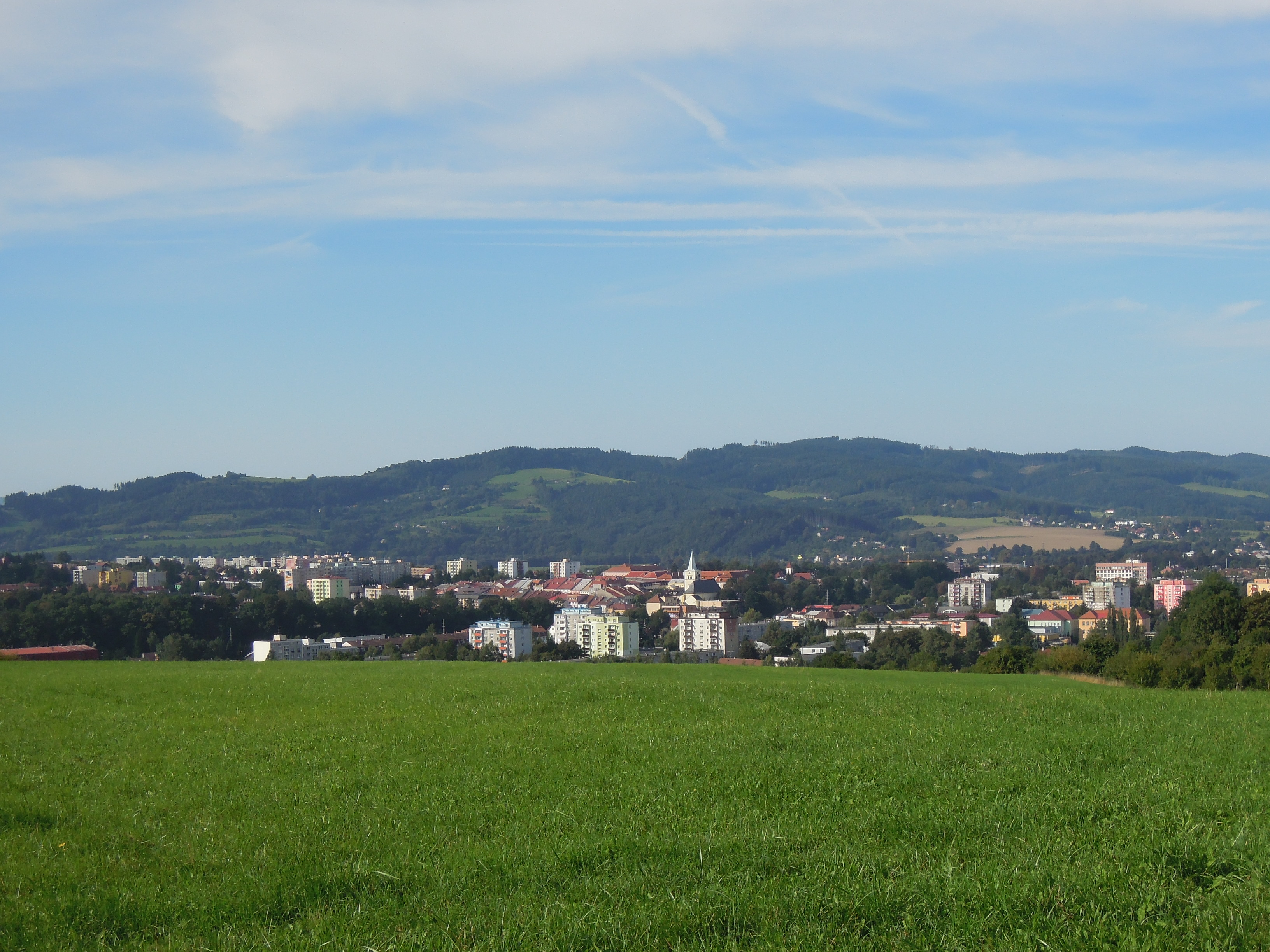
Výhled na Valašské Meziříčí
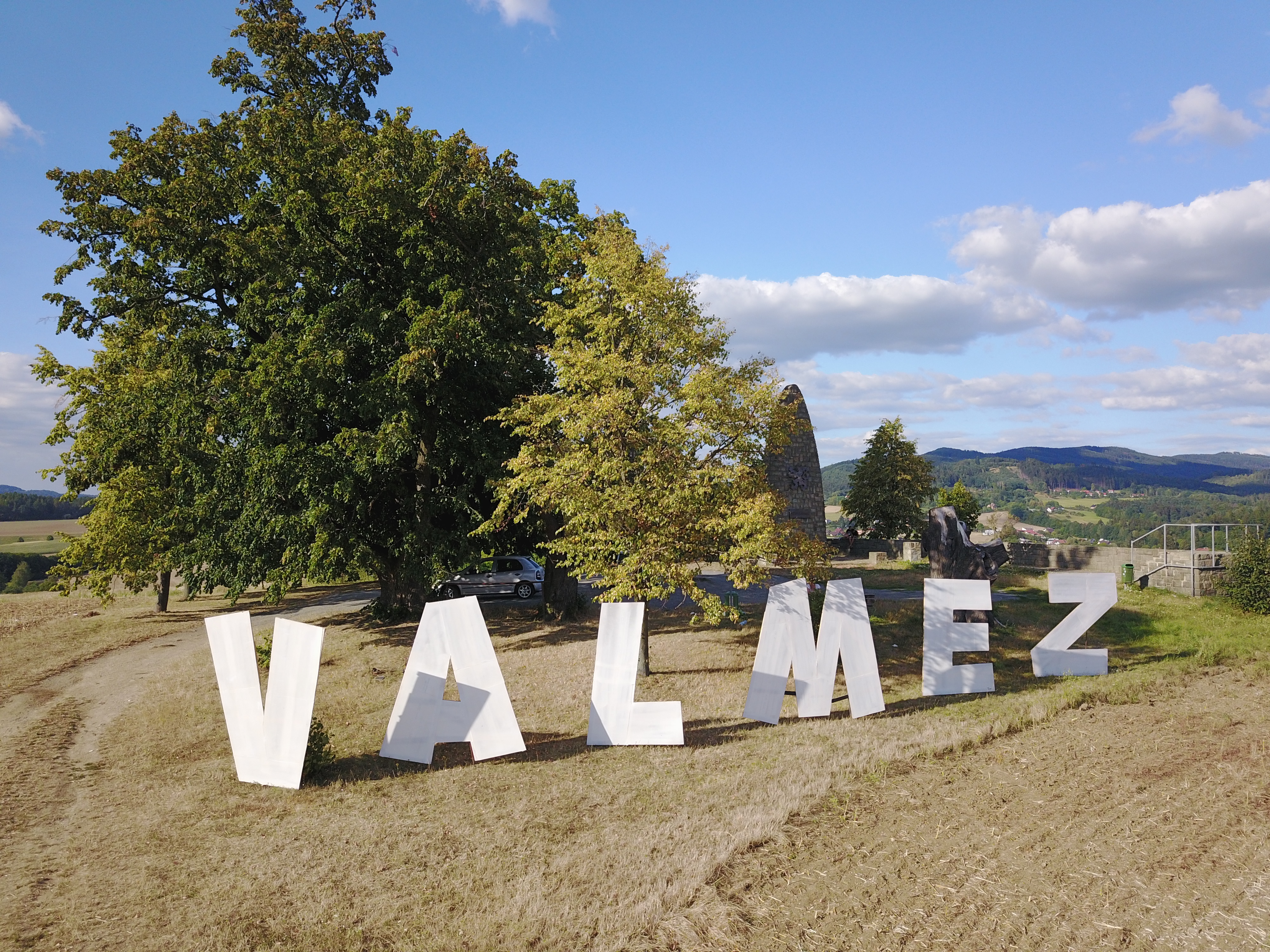
Nápis ValMez zblízka (srpen 2017)
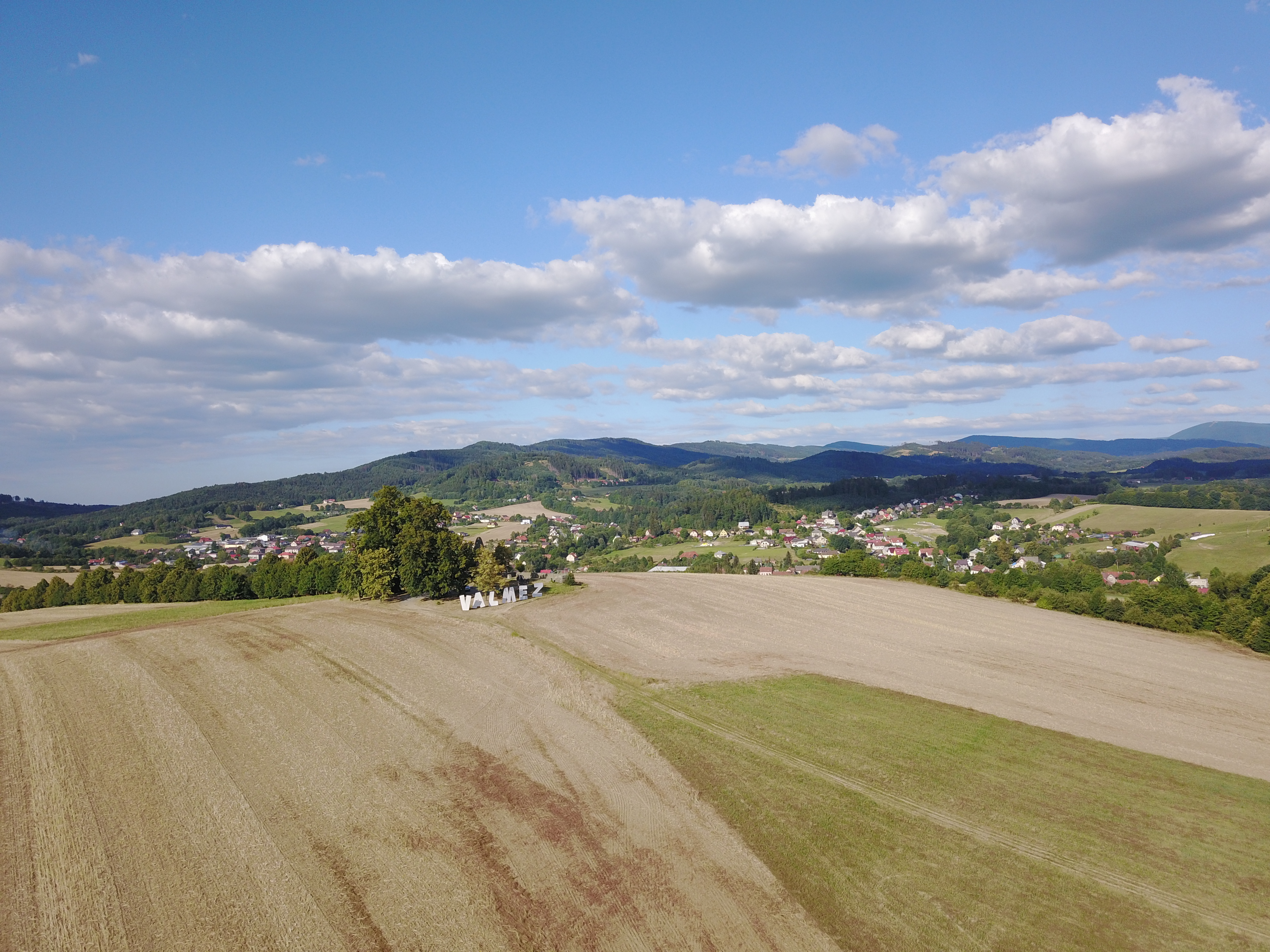
Nápis ValMez zdálky (srpen 2017)